# Тілевберген Джимамуратов
Тлеуберген Купбатулла вули Джіємуратів (каракалпак Тилевберген Купбатулла вули Жумамуратов; 15 червня 1915 року, аул Акдарья, Російська імперія (нині Муйнакський район писатель Республіки Каракалпакстан у складі Республіки Узбекистан — 2 квітня 1990, Нукус) — радянський каракалпацький письменник, поет, драматург, публіцист, перекладач, редактор. Народний поет Каракалпацької АРСР (1957), Народний поет Узбецької РСР (1969).

## Життєпис
Із селян. Рано осиротів, завдяки зусиллям матері, спочатку навчався у медресе, потім у 1931—1932 роках у навчальному закладі у місті Аральську. У 1936—1937 роках навчався на вчительських курсах у м. Турткуль.
У 1937—1942 роках учителював у сільських школах. Працював редактором Муйнакської районної газети «Кизил баликші» (1942—1944).
У 1943—1947 роках продовжив навчання на заочному відділенні історичного факультету Середньоазіатського державного університету.
У 1945—1949 роках — завідувач відділу пропаганди та агітації Муйнакського райкому Компартії.
У 1949—1951 роках — заступник начальника Каракалпакського Республіканського управління друку.
У 1951—1954 роках — завідувач відділом літературно-художніх передач республіканського радіомовлення; у 1957—1961 роках — завідувач відділом художньої літератури газети «Совет Каракалпакстаны», у 1961—1963 роках працював начальником літературного відділу Каракалпакської державної друкарні. У 1963—1983 роках — старший консультант Спілки письменників Каракалпакії.

## Творчість
Вірші писав із раннього віку. Мав дар імпровізатора. Один із останніх поетів-імпровізаторів, який зберіг традиції каракалпакського народного фольклору. Т. Жумамуратову була властива оригінальна виконавська манера виразного читання, свої навіть великі твори він читав напам'ять.
Завдяки чудовій пам'яті поет допоміг фольклористам відновити перлини народної поезії.
Автор низки критичних статей про духовну спадщину поетів-класиків, про культуру мови, про музику тощо.
Займався перекладом на каракалпакську мову творів О. Хайяма, А. Навої, Махтумкулі, Т. Сатилганова, М. Джаліля, А. С. Пушкіна, М. Ю. Лермонтова, А. Ахматової, С. Щипачова, П. Панча, В. Шефнера, С. Олійника та інших авторів.
П'єси Т. Жумамуратова успішно ставилися на сцені Каракалпакського державного театру. Автор «Російсько-каракалпакського фразеологічного словника для школярів» (1985).

## Вибрані твори
- «Високий перевал: Вірші» (1971)
- «Вірші» (1973)
- «Різні перевали» (1983)
- «Талісман кохання: Вірші. Балади. Легенди» (1984)
- «Красуня Макар'я: Балади. Мініатюри. Легенди. Роман у віршах» (1986)

## Нагороди
- 1935 — Орден «Знак Пошани»
- 1957 — Народний поет Каракалпакської АРСР
- 1959 — Медаль «За трудову відзнаку»[1] .
- 1969 — Народний поет Узбецької РСР
- 1971 — Державна премія Каракалпакської АРСР ім. Бердаха
- Орден Дружби Народів (СРСР)
- медалі СРСР
- Почесні грамоти Узбецької РСР та Каракалпакської АРСР
- Почесна грамота Президії Верховної Ради Башкирської АРСР.